# Emancipáció (Csillagkapu)

## Ismertető
| Figyelem: Itt a Csillagkapu 1. évadjának cselekményét vagy a végkifejletet is olvashatod. |

A CSK-1 egy olyan bolygóra érkezik, ahol a megérkezésük után egyből egy fiatalemberrel találkoznak, akit kutyák üldöznek. Jack O'Neill lead néhány lövést, aminek következtében a kutyák elmenekülnek. A fiú elmondja, hogy ő Abu, egy Savadaj; a sztyeppe népéhez tartozik. A csapat bemutatkozása után Abu igencsak meglepődik Samantha Carteren, mondván, hogy ő egy nő és nem nézhet rá.
Néhány pillanat múlva lovasok érkeznek, akik ugyanannyira meglepődnek Carter ottlétén, mint Abu; sőt, meg akarják ölni a századost. Csak Abu meggyőzőképességének köszönhető, hogy a lovasok vezetője (Abu apja, Moughal) megkegyelmez neki.
Daniel Jackson úgy gondolja, hogy a népcsoport, amivel találkoztak valószínűleg mongolok, akik szokásaik szerint alacsonyabbrendűeknek tartják a nőket, mint a férfiakat. Amellett érvel, hogy tanulmányozniuk kell ezt az ősi, a Földön 900 éve nem létező életformát folytató emberek kultúráját.
A törzs vezérének sátrába érve a CSK-1 megtudja, hogy ezen a földön halál vár arra a nőre, aki nyilvánosan felfedi az arcát vagy férfiruhát visel. Miközben Daniel a helyi orvosságokat tanulmányozza, Carternek a tábor elkülönített részében kell tartózkodnia, a többi nő között. A százados ezt elég nehezen viseli, de az ezredes kérésére nem tiltakozik.
A csapat éppen visszaindulna a Földre, de a századost nem találják: eltűnt, ugyanis Abu elrabolta, hogy a szomszédos törzsfővel elcserélje egy másik nőre, akibe szerelmes. A másik törzsfő, Turghan láthatóan érdeklődik a szokatlan kinézetű, csinos Carter iránt, ugyanakkor nem annyira elnéző, mint a korábbiak és nem tűri el a százados szokásoktól eltérő, szokatlan viselkedését.
Abu Carterért a törzsfő lányát, Nya-t kéri cserébe, de Turghan ezt nem engedi, mondván, hogy Nya férje törzsfő kell hogy legyen; így Abunak meg kell elégednie 300 arannyal, Carter pedig "gazdát cserél" és egy balul sikerült szökési kísérlet után rájön, hogy alkalmazkodnia kell a törzs szokásaihoz, hogy életben maradhasson.
Abu Turghan tiltása ellenére megpróbálja megkapni Nya-t, titokban megbeszéli vele, hogy aznap este megszökteti; ezután Carter is összebarátkozik a fiatal lánnyal.
A CSK-1 többi tagja eközben Moughal segítségével Abu nyomait követve eljutnak Turghanhoz. Abu apja elmondja, hogy Turghan egy vérengző hadúr, aki saját élvezetből öl. Amennyiben erőszakkal megpróbálnák visszaszerezni Cartert, abból háború lenne, ami valószínűleg a jóval erősebb Turghan győzelmével és a Savadajok lemészárlásával érne véget. Ennek ellenére mégis megpróbálkoznak valamit elérni, mivel nem akarják, hogy Turghan - felbőszülve Carter ellenállása miatt - megölje a századost.
Carter eközben egy kis felfordulást okoz, ami lehetőséget ad Nya-nak, hogy elmeneküljön a táborból. Az ezredes, Thurgan és Abu apja mindent megpróbálnak, hogy visszavásárolják a századost, de Turghan nem hajlandó megválni a különleges nőtől. Az ezredes fegyvere viszont felkelti az érdeklődését, és a századosért cserébe boldogan elfogadja a lőfegyvert, benne öt tölténnyel.
A CSK-1 ismét a visszatérést tervezi, amikor megérkezik Abu és a segítségüket kéri: Nya-t elfogta Turghan és halálra akarja kövezni. A CSK-1 és a Savadaj törzsfő végül is nagy nehezen találnak egy megoldást, hogy háború nélkül mentsék meg a fiatal lányt: a régi törvényeket kell felhasználniuk, ugyanis akkor a hagyományőrző Turghan nem támadhat. Az egyik régi törvény kimondja, hogy egy másik törzsfő leállíthatja a kivégzést, amennyiben párbajozik a kövezést elrendelővel, jelen esetben Thurgannal. Mivel Moughal öreg ahhoz, hogy harcoljon, így Carter, a "Földi vezér" lesz ez a törzsfő.
A párbajban Carter nyer, így Turghan kénytelen engedélyezni a fiatalok házasságát, valamint a törvények értelmében, nem szabad megtámadnia a Savadaj népet. Az epizód végén a nőket pedig egyenjogúsítják.

## Érdekességek
- A mongol vezér, Turghan, Abu megérkezésekor egy recés kést (kris) használt. Ilyen késeket Indonéziában használnak, ami kicsit messze esik a sztyeppéktől.

## Külső hivatkozások
- Stargate Wiki link (angolul)